# Alfred Thiele (Bildhauer)

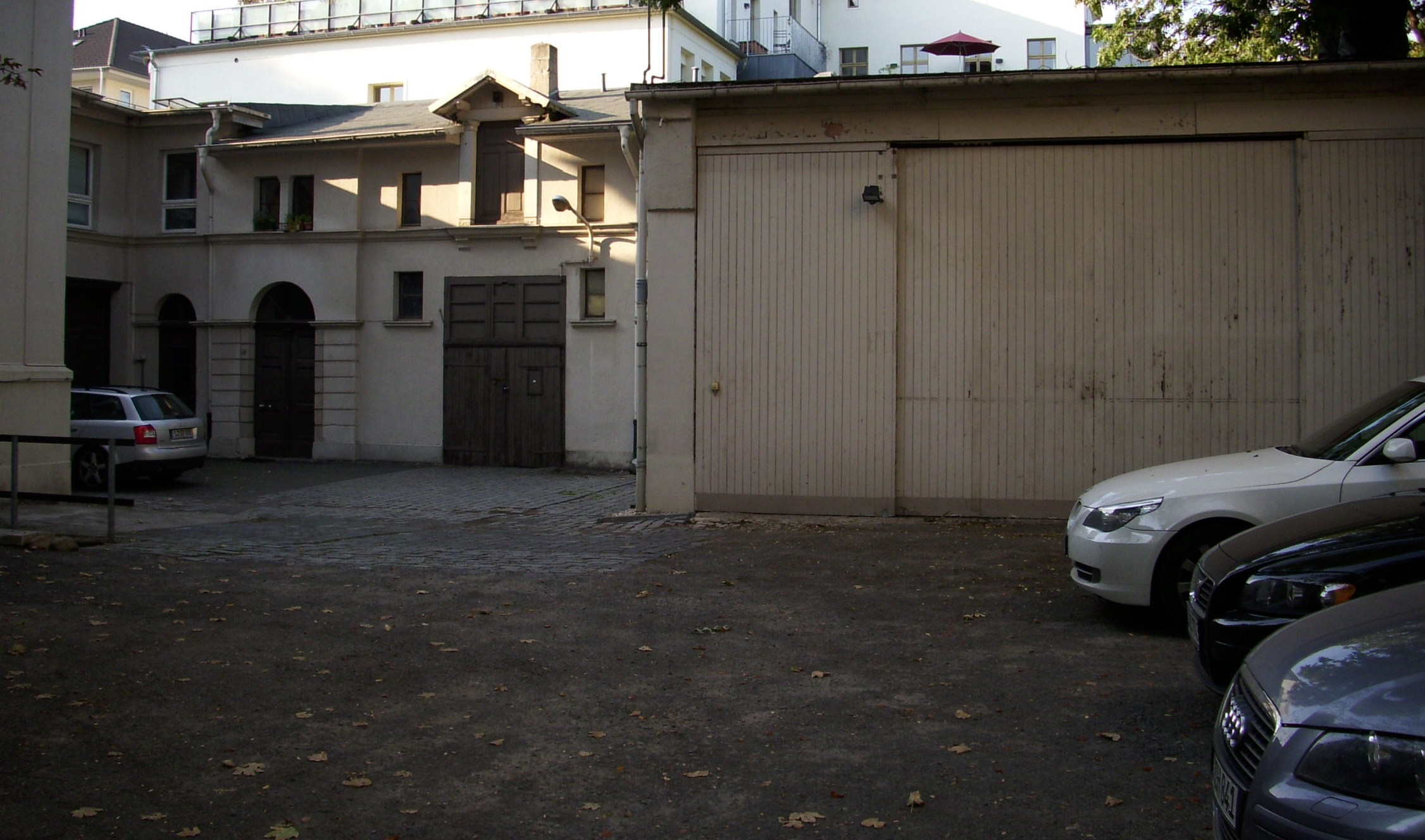
Ehemaliges Atelier von Alfred Thiele in Leipzig

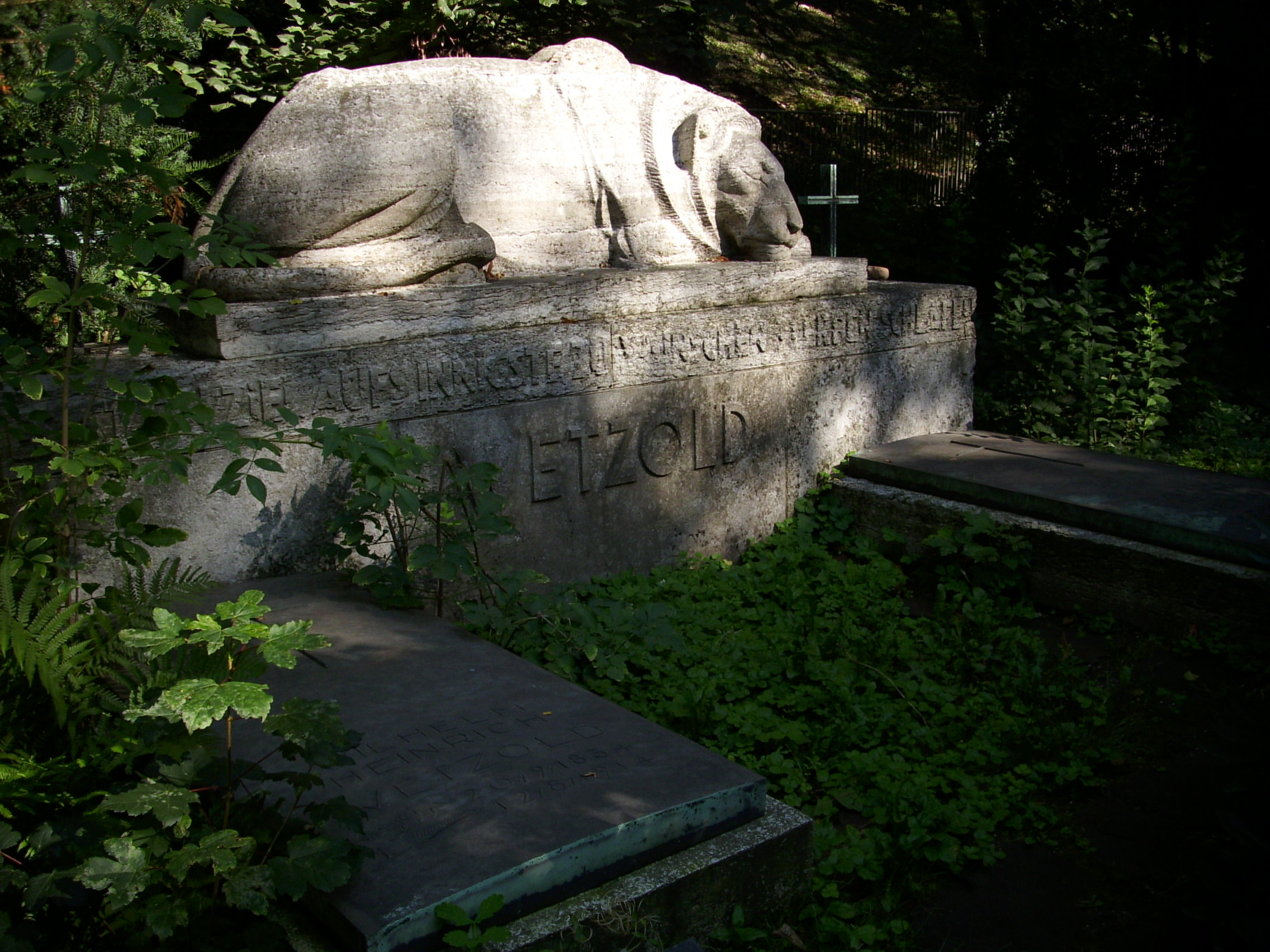
Schlafender Löwe, 1929

Alfred Thiele (* 21. September 1886 in Leipzig; † 19. September 1957 ebenda) war ein deutscher Bildhauer und Medailleur.

## Leben

### Ausbildung
Als Sohn des Leipziger Buchhändlers Carl Thiele (1859–1929) und dessen Ehefrau Anna, geb. Andra (1862–1946), absolvierte er zunächst eine Lehre als Steinmetz- und Holzbildhauer. Von 1903 bis 1908 ließ er sich an der Leipziger Kunstakademie zum akademischen Bildhauer ausbilden. Er war Schüler von Adolf Lehnert und Bruno Héroux.

### Kunstschaffen

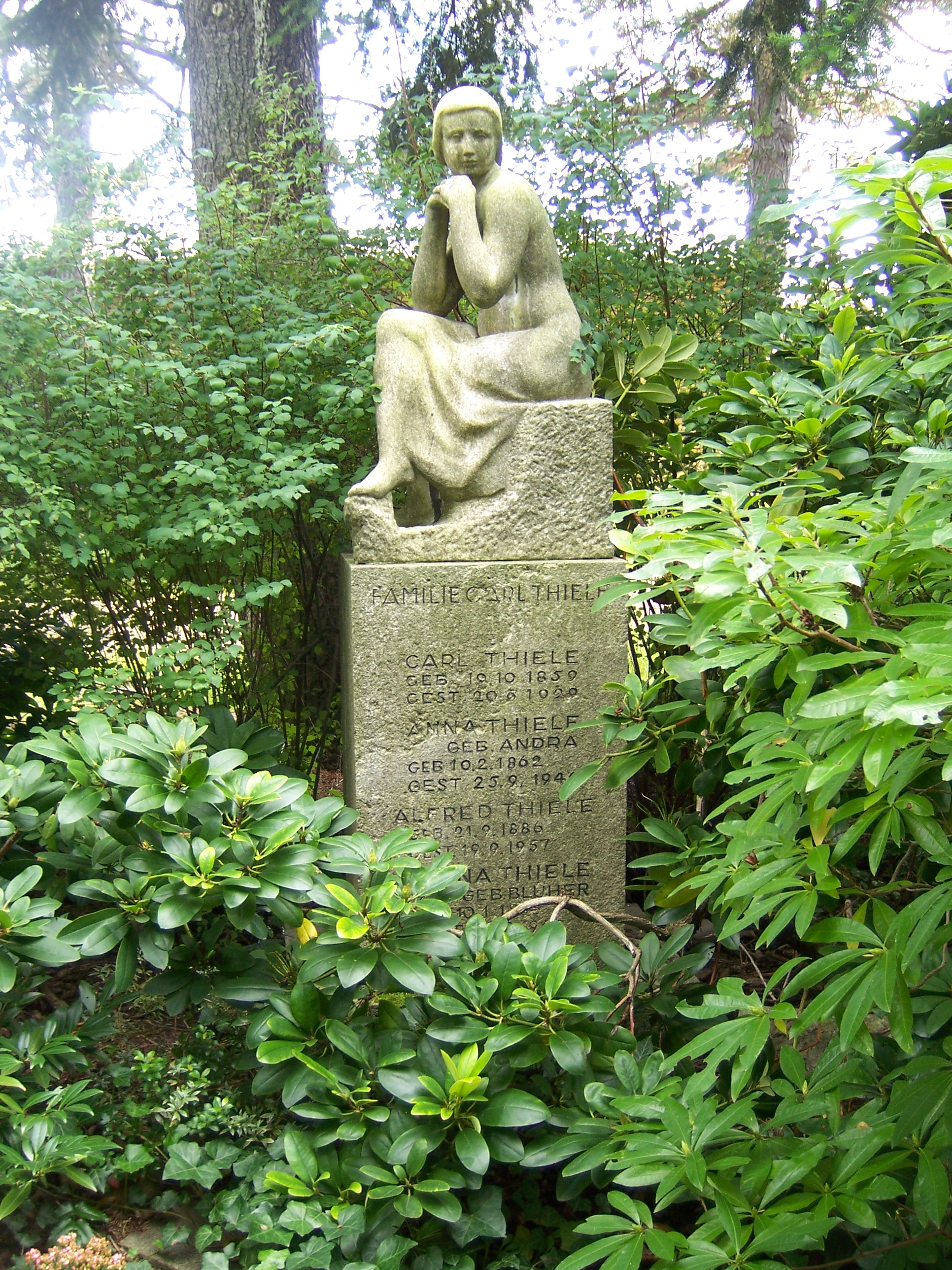
Grabstätte Alfred Thiele und Angehörige, Südfriedhof Leipzig, Skulptur: Sitzende Frau, von der Hand des Künstlers

Nach einem kurzen Aufenthalt in München, ließ sich Thiele als freischaffender Künstler in seiner Vaterstadt nieder. Seit 1910 war er mit Medaillen und Plaketten, seit 1911 mit figürlichen Arbeiten auf Kunstausstellungen vertreten. Ausgehend vom Naturalismus des Jugendstils wandelte sich seine Formensprache ab Mitte der 1920er Jahre vom Expressionismus zur neuen Sachlichkeit. Beeinflusst von Aristide Maillol und Wilhelm Lehmbruck, richtete sich sein künstlerisches Interesse auf die Darstellung von Bewegung und Ausdruck des Körpers. Bereits 1928 waren seine Arbeiten so anerkannt, dass eine Zeitung über ihn titelte: „Es gibt nur einen Bildhauer in Leipzig: Alfred Thiele!“. Seit den 1930er Jahren vermochte er seine Könnerschaft in der Kleinplastik auch auf die Großplastik zu übertragen. Auf Grund seiner ausgezeichneten Beobachtungsgabe, seines Sinnes für Bewegungsabläufe und besonderer Charakteristika entwickelte Thiele eine große Meisterschaft in der Tierplastik. Einige dieser Entwürfe wurden von der Firma Schaubach in glasiertem und unglasiertem (Mailänder Masse) Porzellan ausgeführt. Daneben beschäftigte sich Thiele mit baugebundener Plastik und Entwürfen für Grabmale.
Von 1921 bis 1945 lehrte Thiele Bildhauerei an der Kunstgewerbeschule der Stadt Leipzig und nach dem Ende des NS-Staats an deren Nachfolger Fachschule für angewandte Kunst. Von 1951 bis 1953 war er deren Direktor. Unter anderem begründete Thiele in intensiver Zusammenarbeit mit dem Zoo die Tradition der Tierplastik in Leipzig, welche sich bis in die Gegenwart fortsetzt. Zu seinen Schülern, im engeren und weiteren Sinne, zählen Max Alfred Brumme, Hellmuth Chemnitz, Kurt Kluge, Rudolf Oelzner, Alfred Sabisch, Fritz Zalisz, Walter Arnold, Elfriede Ducke, Gisela Richter-Thiele, Hans-Joachim Förster, Bruno Kubas, Günter Morgner, Gottfried Stöhr und Rolf Szymanski.
In der Zeit des Nationalsozialismus war Thiele Mitglied der Reichskammer der bildenden Künste. Für diese Zeit ist seine Teilnahme an 21 großen Ausstellungen sicher belegt, darunter 1938, 1940, 1941, 1942, 1943 und 1944 die Große Deutsche Kunstausstellung in München mit insgesamt 21 Werken
Thiele war der Vater Gisela Richter-Thieles.

## Werke (Auswahl)

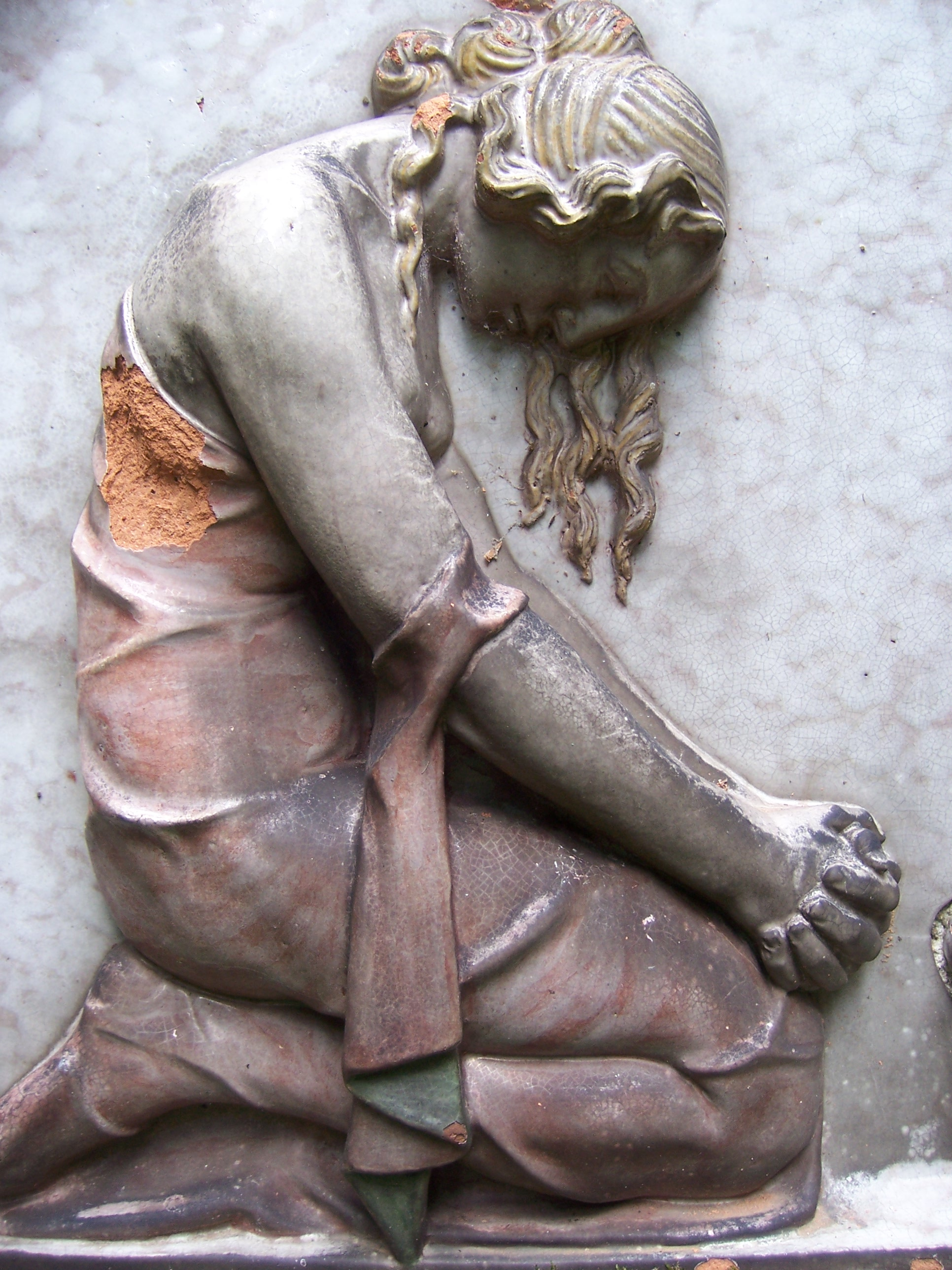
Detail Majolikarelief, 1920

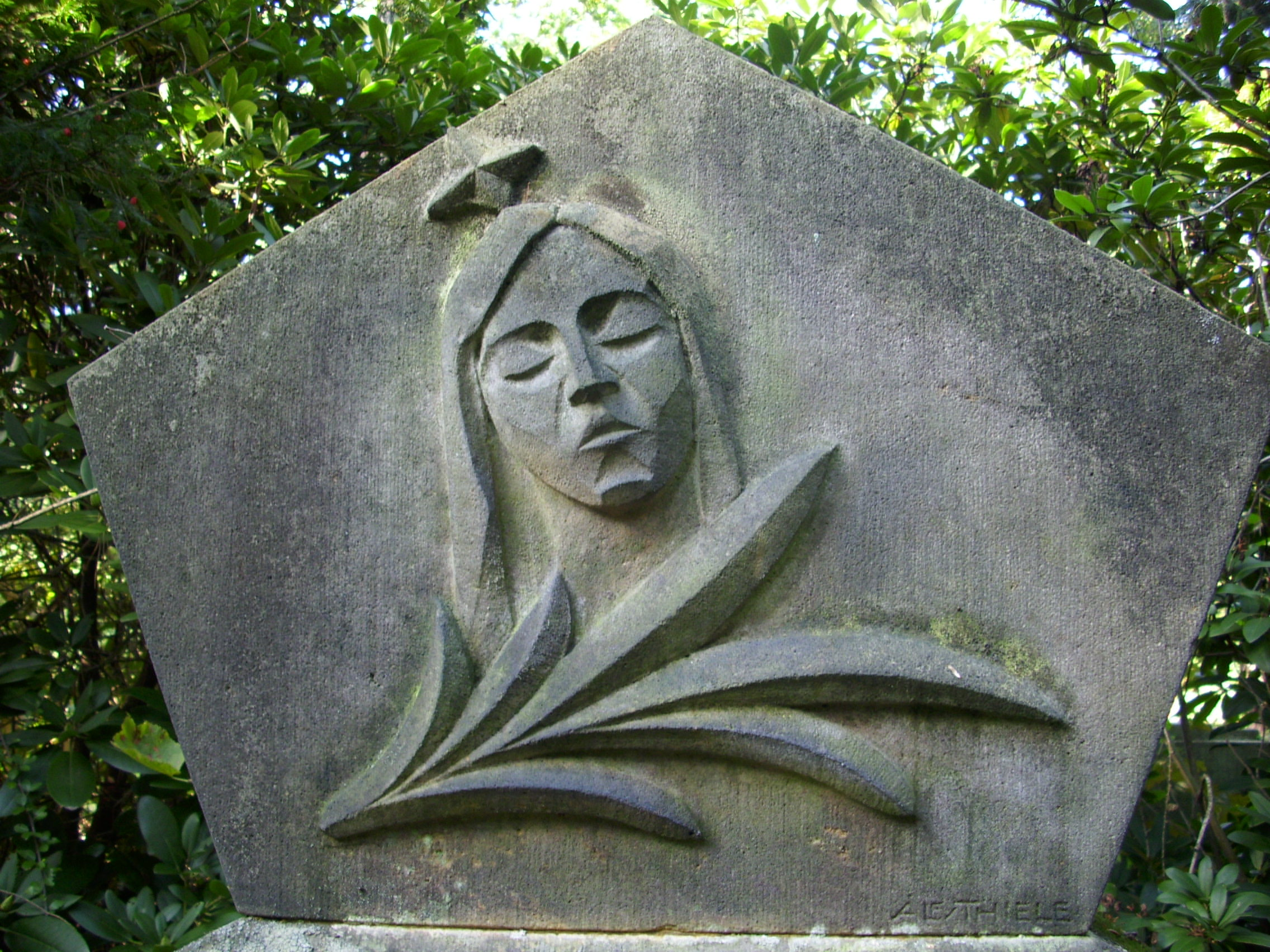
Detail Grabstätte Kratz, 1921, Südfriedhof Leipzig

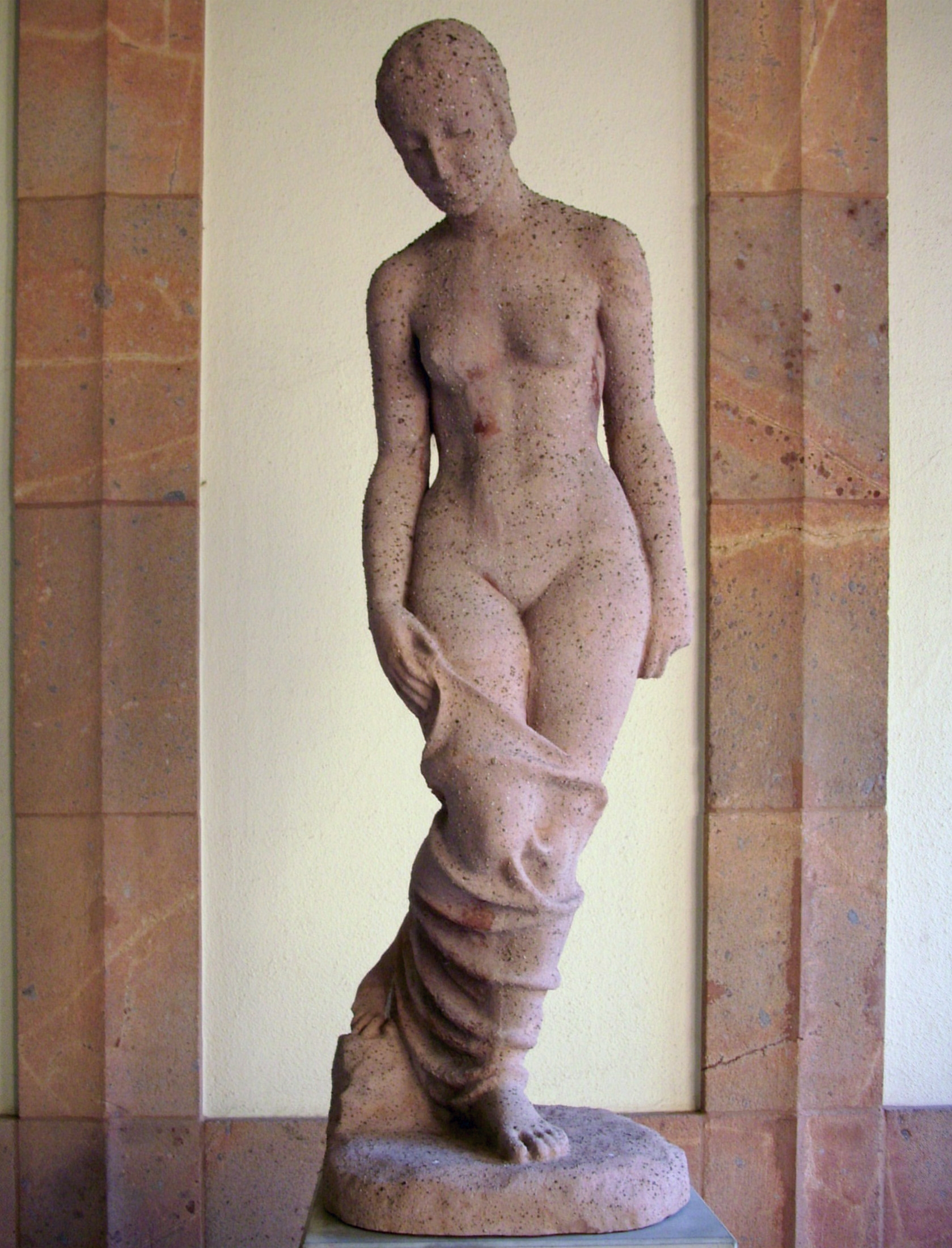
Sinnende, 1929, Zementguss

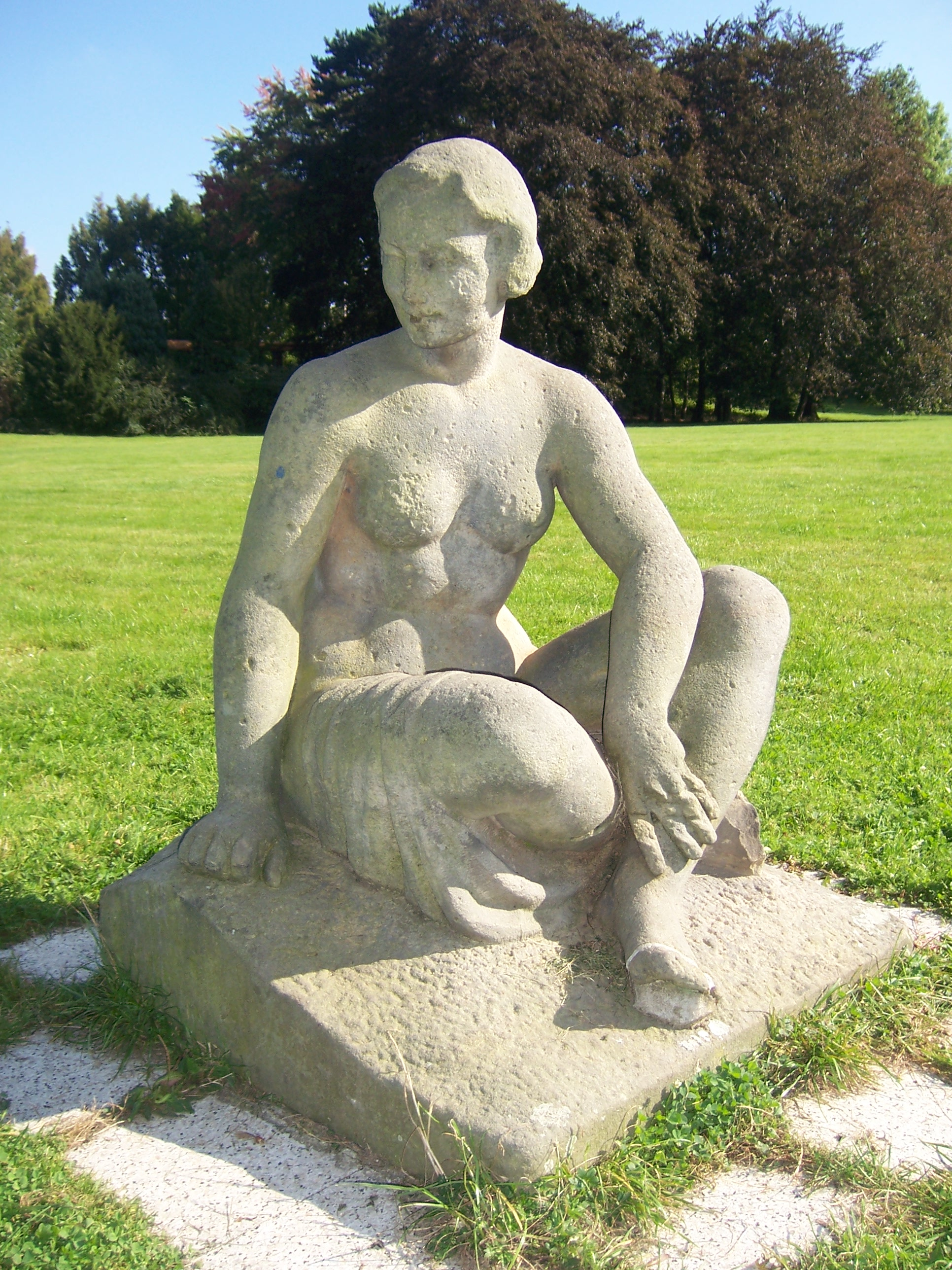
Sitzende im Park der Herfurthschen Villa, Markkleeberg, 1939

- 1917 Tanzender weiblicher Akt, Bronze auf Serpentinsockel
- 1918 Porträtrelief Karl Kaiser und König von Österreich-Ungarn, Bronze
- 1919 Fliehende Daphne, Bronze auf Marmorsockel
- 1919 Kriegerdenkmal, Leisnig
- 1920 Majolikarelief Grabstätte Degner, Südfriedhof Leipzig
- 1921 Frauenkopf, fränkischer Muschelkalk
- 1921 Porträtrelief Wilhelm Felsche, Bronze
- 1924 Figur Seele, Bronze
- 1924 Hockender Akt, Bronze
- 1924 Trampeltier, Bronze
- 1925 Löwe, Bronze auf Marmorsockel
- 1925 Sitzende, Bronze
- 1925 Anbetende, Bronze auf Muschelkalksockel
- 1926 Leopard, an der Pfote leckend, Bronze
- 1927 Springender Hengst, Bronze auf Holzsockel
- 1927 Porträtrelief Arthur Hantzsch, Bronze
- 1928 Laufendes Dromedar, Bronze auf Marmorplinthe
- 1928 Bildnisköpfe in Terrakotta mit leichter Einfärbung von Haar und Lippen
- 1929 Schlafender Löwe, Grabstätte Wetzold, fränkischer Muschelkalkstein, Südfriedhof Leipzig
- 1929 Sinnende, Zementguss, Grassimuseum Leipzig
- 1929 Schreitende, Bronze (ab 2012: Museum für angewandte Kunst, Leipzig)
- 1932 Liegendes Gnu, Bronze
- 1933 Lautenspielerin, Zementguss
- 1933 Porträtrelief Julius Klengel, Bronze
- 1936 Johannisfigur am Johannishospital in Leipzig
- 1935/36: Bauplastik (zwei nackte Jünglinge mit Sense und Hammer, Stadtwappen von Iserlohn) am Sparkassengebäude in Iserlohn[3]
- 1937 Korbtragende Frau, Kolossalstatue, Wohnhaus Johannisplatz, Leipzig
- 1938 Polospieler, Bronze
- 1938 Nach abgeworfenem Speer, Bronze
- 1938 Liegender Baisabock, Bronze
- 1938 Panther, an Pfote leckend, Bronze
- 1938 Liegender Tiger, Bronze
- 1941 Der Morgen, Bronze
- 1941 Pelikan, Bronze
- 1942 Liegender Gepard, Bronze auf Muschelkalksockel
- Edelhirsch (1943 auf der Großen Deutsche Kunstausstellung von der Obersten SA-Führung erworben)[4]
- 1947 Stehende, Bronze
- 1948 Witternder Tiger, Bronze
- 1949 Kumpel vor der Einfahrt, Bronze
- 1949 Laufende Giraffe, Bronze
- 1950 Relief Arbeit und Handel, Messehofpassage Leipzig

- Nach dem Bade, Bronze; 1952 auf der Mittelsächsischen Kunstausstellung
- Bäuerin, Bronze; 1952 auf der Mittelsächsischen Kunstausstellung

- Spannende Katze, Bronze; 1958 auf der Vierten Deutschen Kunstausstellung[5]
- Marabu, Bronze; 1958 auf der Vierten Deutschen Kunstausstellung

- 1953–55 Bauplastik, Ringbebauung Rossplatz, Leipzig
- 1956 Liegendes Guanako, Bronze

## Ausstellungen (unvollständig)

### Personalausstellungen
- 1956: Leipzig, Museum der bildenden Künste (mit Georg Quenzel)

### Teilnahme an zentralen und wichtigen regionalen Ausstellungen in der Sowjetischen Besatzungszone und in der DDR
- 1947: Leipzig, Museum der bildenden Künste („Malerei der Gegenwart“)[6]
- 1951 und 1952: Chemnitz, Schlossbergmuseum (Mittelsächsische Kunstausstellung)
- 1951/1952: Berlin, Museumsbau am Kupfergraben („Künstler schaffen für den Frieden“)
- 1954, 1955 und 1956: Leipzig, Bezirkskunstausstellungen

Postum
- 1958/1959: Dresden, Vierte Deutsche Kunstausstellung
- 1965: Leipzig, Museum der Bildenden Künste („500 Jahre Kunst in Leipzig“)
- 1969: Leipzig („Kunst und Sport“)
- 1979: Berlin, Altes Museum („Jugend in der Kunst“)
- 1984: Leipzig, Museum der bildenden Künste („Kunst in Leipzig 1949–1984“)